# Modernismo catalano

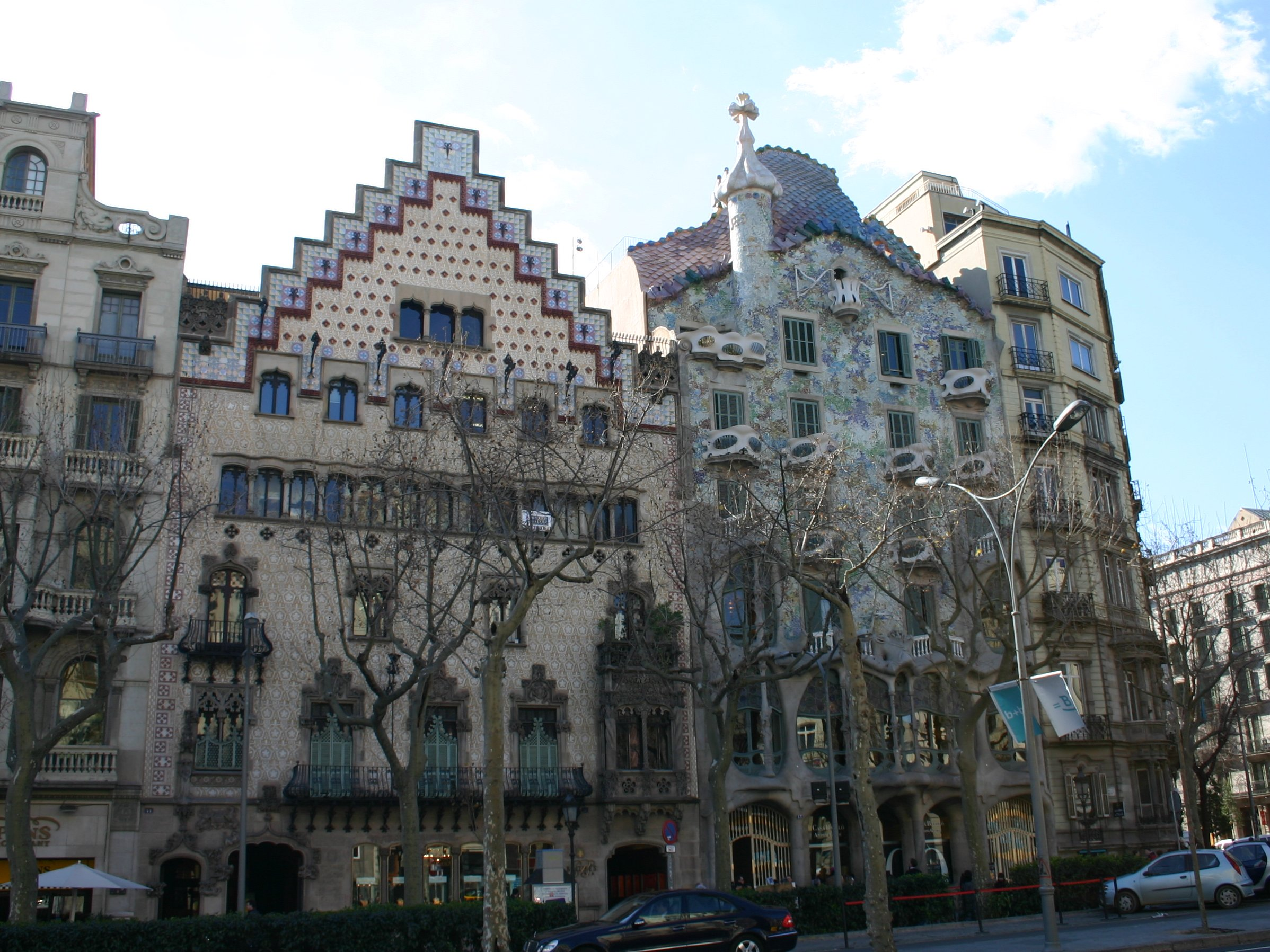
Casa Amatller e Casa Batlló a Barcellona.

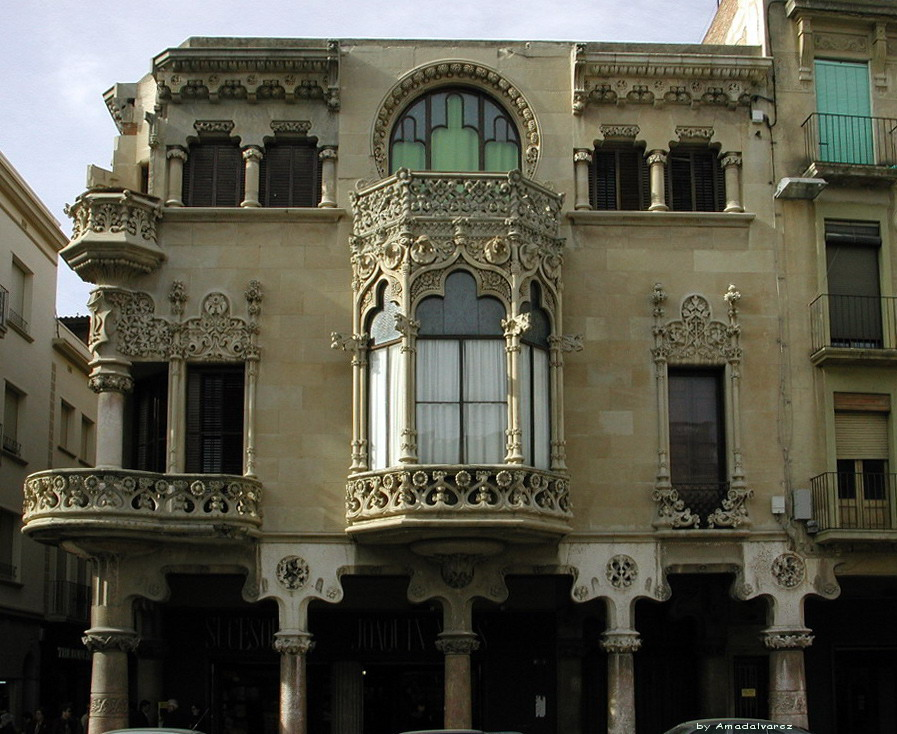
La Casa Navas, di Lluís Domènech i Montaner, a Reus.

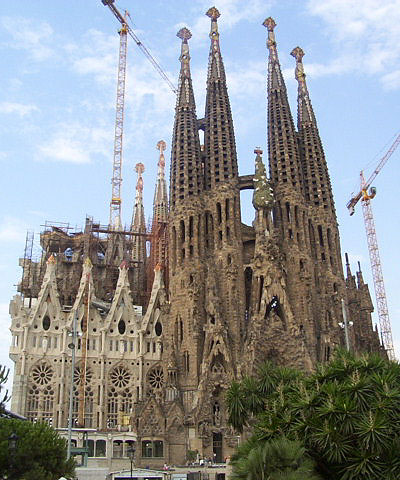
Sagrada Família a Barcellona.

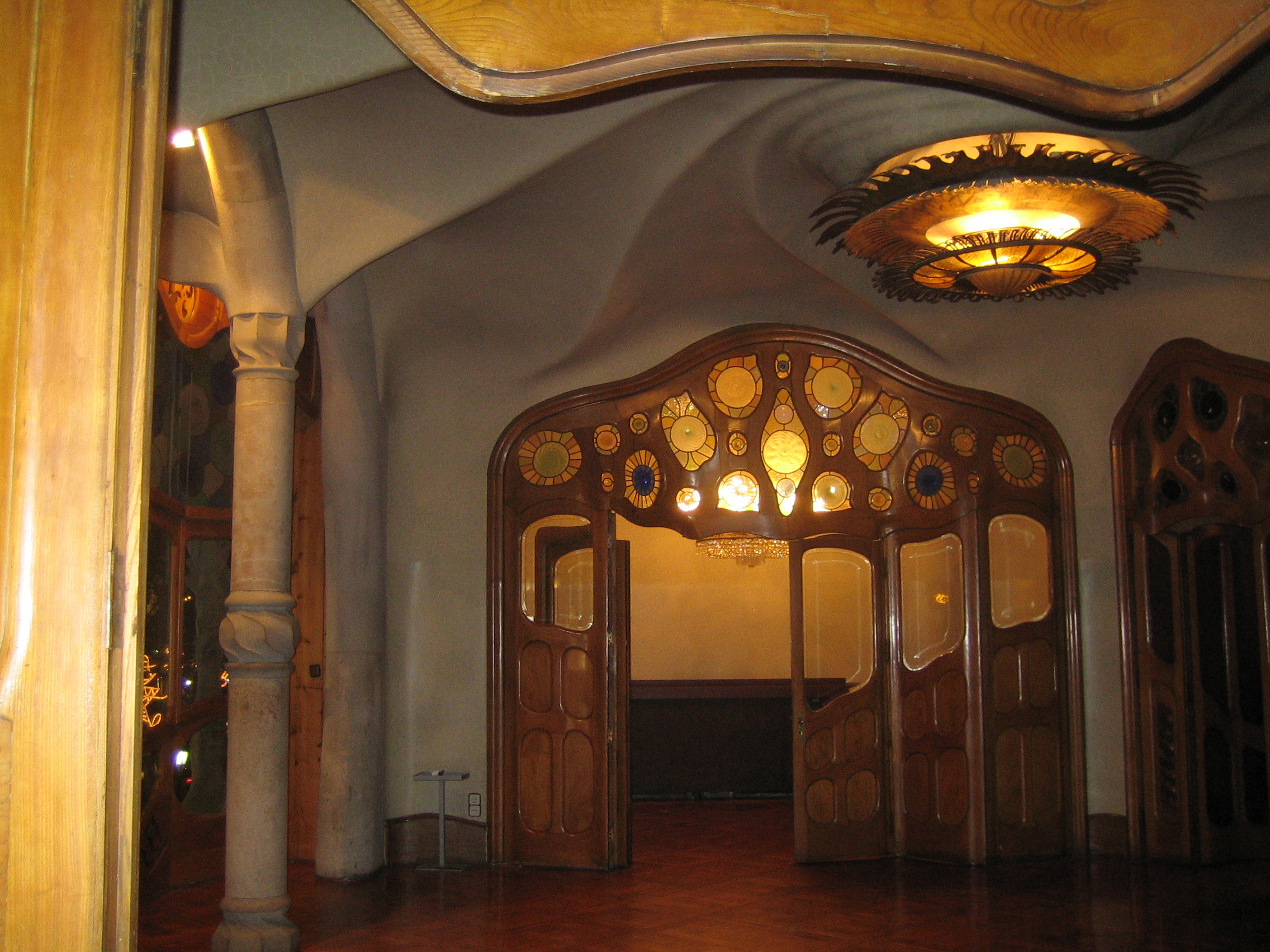
Casa Batlló a Barcellona.

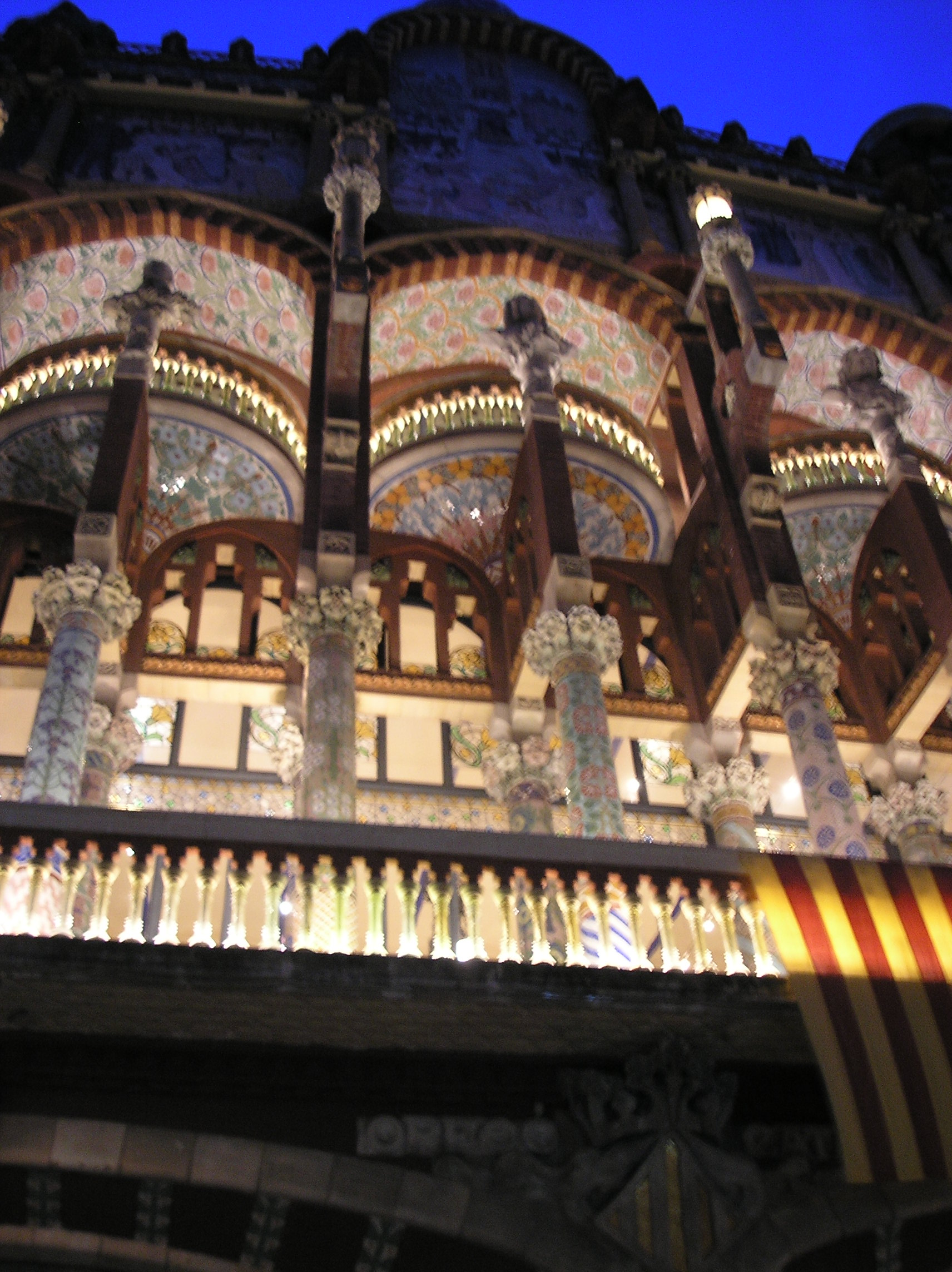
Palau de la Música Catalana durante l'heure bleue.

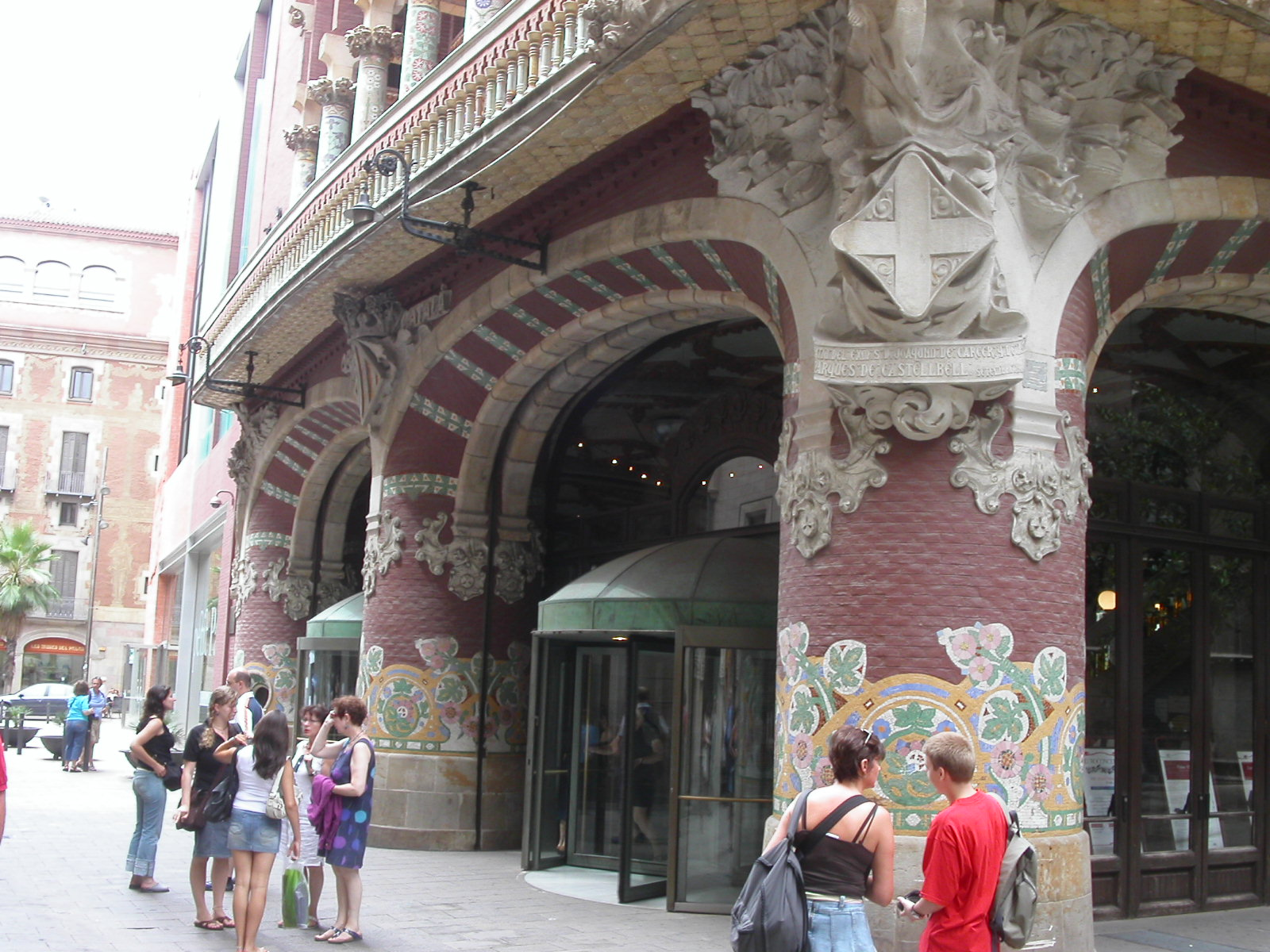
Palau de la Música Catalana a Barcellona.

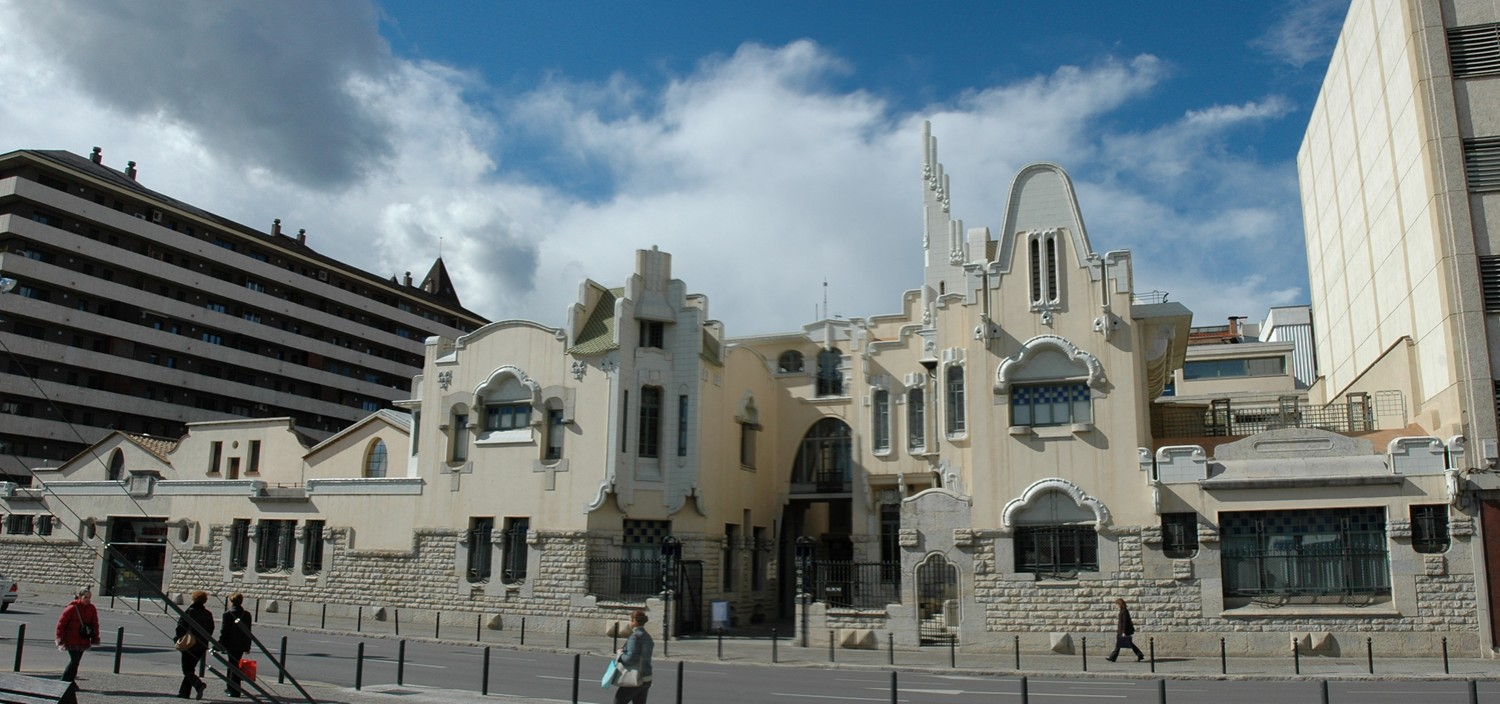
Farinera Teixidor a Girona, di Rafael Masó i Valentí.

Il Modernismo catalano è uno stile artistico che si sviluppò tra la fine del XIX e l'inizio del XX secolo nella regione spagnola della Catalogna e principalmente a Barcellona, dove è diventato uno degli elementi che caratterizzano l'immagine della città.

## Storia e caratteristiche
Il modernismo catalano fece parte del più vasto fenomeno europeo dell'Art Nouveau, anche se con caratteristiche proprie legate da una parte ad un certo eclettismo storicista e dall'altro al manifestarsi di esuberanti e sperimentali linguaggi personali, come quello di Gaudí, ritenuti anticipatori delle immagini di alcune delle avanguardie di inizio XX secolo.
Il movimento modernista cercò di recuperare motivi ed elementi della cultura tradizionale catalana all'interno di nuove forme architettoniche, in relazione ai fenomeni artistici del resto dell'Europa, dando corpo alle aspirazioni della ricca borghesia catalana che aspirava a modernizzare il paese con riferimenti culturali internazionali, rilanciando contemporaneamente il tradizionalismo e le aspirazioni autonomiste, in una sorta di paradosso. Il Modernismo fa così pienamente parte della cosiddetta Renaixença, il movimento culturale, letterario e politico che auspicava il rinnovamento della cultura e della società catalana e la sua autonomia politica. Un momento importante di questo nuovo nazionalismo modernizzatore che aspirava a distinguersi dall'immobilismo del resto della Spagna si ebbe nell'Expo di Barcellona del 1888 per il quale gli architetti modernisti realizzarono alcune opere come il Castell dels Tres Dragons di Lluís Domènech i Montaner, facendolo diventare un punto d'inizio del nuovo movimento artistico.

## L'architettura modernista
Il movimento modernista, che ebbe un grande apprezzamento e rilievo sociale, aspirava a creare una architettura nazionale catalana come venne reso esplicito dagli stessi artisti, alcuni dei quali impegnati nell'insegnamento, nell'attività pubblicistica o addirittura in politica. 
Della contemporanea cultura europea il modernismo accolse le novità tecnologiche, i nuovi materiali e le decorazioni art nouveau, anticipando a volte elementi come il predominio delle forme curve ed asimmetriche, l'uso frequente di motivi vegetali e zoomorfi nei dettagli della decorazione e l'integrazione nell'architettura di episodi artistici di tipo scultoreo e pittorico. Vennero abbandonate le forme accademiche e contemporaneamente, sulle orme di Viollet-le-Duc, si recuperarono forme e decorazioni della tradizione medievale ed anche tecniche e materiali tradizionali come il mattone, il ferro battuto e la ceramica, ricorrendo a schiere di abilissimi artigiani.
Pertanto il modernismo catalano si pone in qualche modo come transizione tra lo storicismo ottocentesco e le novità dell'Art nouveau, anche se appare limitativo tale schematizzazione alla luce della sperimentale creatività di forme e decorazioni che caratterizzò i maggiori architetti del periodo.
Le opere moderniste, caratterizzate in genere da gusto decorativo raffinato ed esuberanza di forme e colori, non si limitarono ad edifici residenziali realizzate grazie alla ricca committenza borghese, ma compresero grandi edifici rappresentativi, contribuendo a modificare e caratterizzare l'immagine urbana di Barcellona in un momento di grandi trasformazioni culturali, economiche, sociali ed urbanistiche (piano Cerdà con l'ampliamento dell'Eixample) che la trasformarono in una metropoli.
Insieme al modernismo architettonico ebbero un forte sviluppo le arti decorative (vista la stretta integrazione con l'architettura), ma anche la letteratura.
Nei primi decenni del XX secolo il modernismo progressivamente si esaurì, sostituito come stile architettonico dal successo delle forme più regolari e logiche della Secessione viennese, del ritorno all'ordine del Noucentisme e parzialmente, dal nascente razionalismo, che ebbero modo di manifestarsi a Barcellona con l'esposizione universale del 1929 che possiamo considerare il punto conclusivo del movimento.

## Gli architetti modernisti
Tra i molti architetti che contribuirono al diffondersi del movimento emerge in particolare Antoni Gaudí (1852-1926), che creò, all'interno del modernismo, uno stile personale che ancora oggi stupisce per la capacità visionaria. Pur essendo il personaggio meno organico al movimento, ne è divenuta la figura emblematica, fino ad oscurare la complessità del modernismo come movimento. Venne chiamato "l'architetto di Dio" per la spiritualità che traspare dalle sue opere.
Lluís Domènech i Montaner (1850-1923), rivale di Gaudí, interpreta meglio il carattere eclettico dello stile catalano, di cui fu uno degli iniziatori, unendo l'influenza di Viollet-le-Duc e dell'art nouveau con elementi della tradizione. Le sue opere sono caratterizzate dal razionalismo costruttivo, spinto fino all'alleggerimento delle strutture, e dall'esuberanza decorativa derivata dall'architettura arabo-ispanica (mudéjar) come nel Palau de la Música Catalana. Fu un vero attivista, insegnante, pubblicista e politico impegnato.
Josep Puig i Cadafalch (1867-1956), enfatizza il carattere eclettico del modernismo, utilizzando nella sua opera anche elementi goticizzanti, comuni del resto anche a Gaudí; rappresenta il maggior esponente del movimento nell'ultima fase, durante gli anni venti.
Josep Maria Jujol, allievo e collaboratore di Gaudí, riprese le complesse forme decorative e naturalistiche del maestro, unite ad una sensibilità artigianale verso i dettagli costruttivi, ripresi spesso dall'architettura minore. La sua opera fu caratterizzata dalla definizione delle forme attraverso il colore e le forme della natura e dalla ricerca di un'insolita libertà in pianta. Fu insegnante, dal 1909, nella Scuola di Architettura.
L'architettura del modernismo si manifestò principalmente nell'area di Barcellona, ma si diffuse anche nelle varie cittadine di provincie della Catalogna ed in altre città della Spagna come Melilla dove lavorò l'architetto Enric Nieto i Nieto e Cartagena con l'opera di Víctor Beltrí.
Lo stile modernista fu utilizzato anche da un gruppo di architetti, come Enric Sagnier (1858-1931), che si lasciarono influenzare dal nuovo linguaggio, all'interno però di esperienze ancora legate all'eclettismo accademico.

### Altri architetti
- Francesc Berenguer
- Joan Rubió i Bellver
- Bernardí Martorell
- Rafael Masó i Valentí
- Salvador Valeri i Pupurull
- Josep Pujol i Brull
- Lluis Muncunill
- Cèsar Martinell i Brunet
- Josep Vilaseca i Casanovas
- Josep Amargós i Samaranch
- Domènec Boada i Piera
- Cristóbal Cascante i Colom
- Ferran Cels
- Eduard Ferrés i Puig
- Josep Font i Gumà
- Josep Graner i Prat
- Miquel Madorell i Rius
- Francesc de Paula Morera i Gatell
- Camil Oliveras i Gensana
- Ignasi Oms i Ponsa
- Pere Caselles i Tarrats
- Josep Maria Pericas i Morros
- Pere Ros i Tort
- Manuel Vega i March

## Le architetture moderniste
Alcune opere del modernismo catalano, quasi tutte a Barcellona, sono state inserite dall'UNESCO negli elenchi del Patrimonio dell'umanità:
- di Lluís Domènech i Montaner[4]
  - Palau de la Música Catalana;
  - Hospital de la Santa Creu i Sant Pau;
- di Antoni Gaudí[5]
  - Parco Güell;
  - Palazzo Güell;
  - Sagrada Família;
  - Casa Batlló;
  - Casa Milà;
  - Casa Vicens;
  - Colonia Güell a Santa Coloma de Cervelló.

Altre importanti opere sono:
- Fàbrica Casaramona;
- Collegio Teresiano;
- Casa Calvet;
- Casa Berenguer;
- Bellesguard;
- Palau del Baró de Quadras;
- Casa Amatller;
- Casa Macaya;
- Casa de les Punxes;
- Casa Serra;
- Padiglioni Güell;
- Casa Martí;